# Al derecho y al Derbez
Al derecho y al Derbez fue un programa de televisión mexicano y también fue el primer programa propio de Eugenio Derbez, dirigido por él entre 1993 y 1995, también fue el debut de MaPat López de Zatarain como productora y a partir de 1998, inició Derbez en cuando bajo la producción de Eugenio Derbez.
Se transmitía por el Canal de las Estrellas los viernes a las 20:00, y el 12 de noviembre de 1993 cambió de horario a las 21:00, con una duración de 30 minutos, incluidos los comerciales. 

## Formato del programa
Es un programa de comedia familiar, que mostraba albures, chistes, canciones, entre otras cosas, que hacían del programa entretenido. El programa tenía una entrada con la obra El Mesías de Händel, se solía hacer sátira de cualquier tema cada semana, como Oficios, Niños, Monstruos, Telenovelas, Comidas, Música, Griegos y Romanos, Deportes, entre otros.

### Sketches
- Eloy Gamenó: Es un personaje que por lo general, siempre se queja por lo que compra o adquiere, ya fueran productos o servicios. A veces, confunde instrucciones con cuidado con lo que el producto o servicio realmente tiene. No deja terminar las explicaciones a sus interlocutores y siempre le da otro sentido a las indicaciones que se le dan, por lo que termina agotando la paciencia de la persona con quien está hablando, y esta comienza a ahorcarlo con sus manos al mismo tiempo que le grita que se calle, cuando lo suelta, Eloy Gamenó empieza a gesticular exageradamente y quejándose con todas las demás personas por el hecho de haber sido agredido de esa manera, diciéndoles que el agresor lo ahorcó, y conduciéndose de manera totalmente exagerada. Su nombre es un juego de palabras con la frase “¡Óigame, no!”, ya que cuando la persona deja de ahorcarlo, siempre inhala todo el aire que puede para empezar a quejarse diciendo las expresiones «"¡¡¡Óooooooigame no, me ahorcó oiga, mire...!!!"» Al tiempo que se señala el cuello para mostrar dónde fue agredido.

En un par de programas ("Oficios" de 1993, y "Despedida" de 1995), interrumpía los parachoques de El Canal de las Estrellas, abriendo la pantalla como escotilla para avisar que lo ahorcaron, a lo que al final decía: "Ahora sí ya, sígale".
- El Diablito: Es un diablo travieso que vive en el infierno y sus acciones tienen repercusión directa en el mundo cotidiano, que él llama "la Tierra". Con un gran botón rojo y una pantalla donde puede ver lo que sucede en la Tierra, es capaz de hacer que alguna persona caiga, se lastime, o que las cosas no le salgan bien al presionar el botón. Es la parodia de los programas de videos de humor.
- Julio Esteban: Es un consejero sentimental que resuelve los problemas de sus clientes; a modo de verso. Es una parodia de Walter Mercado, ya que viste y actúa similar a este personaje.
- Armando Hoyos: Es un filósofo que se hace preguntas sobre el mundo, muchas de ellas de corte cómico. La mayoría de sus preguntas son interpretaciones erróneas de palabras conocidas. Su frase más distintiva es decir «¡Cáaallese, cállese! ¡No me interrumpa!». Suele ser entrevistado por personas vestidas de manera muy formal y que se comportan con él de modo muy serio y respetuoso, y en los últimos sketches lo entrevistan conductores o reporteros reales de Televisa, como Abraham Zabludovsky.
- El Súper Portero: Es un guardameta de fútbol que, lejos de detener goles, detiene las escenas de las telenovelas u otros programas, ya que los actores en ocasiones dicen palabras que se confunden con marcas comerciales de productos de uso cotidiano. Su frase distintiva es "¡cóoortale pero cóooortale mi chavo!. Es una parodia de los censores de televisión, y fue inspirado en el hecho de que durante un partido clasificatorio de fútbol que México jugó contra Canadá, durante el desarrollo del mismo los narradores mencionaron al país de la hoja de maple todo el tiempo, mientras que en otro contexto evitarían hacerlo, ya que "Canadá" en México era también una marca de zapatos comercializados por una cadena del mismo nombre. Su vestimenta imita a la que usaba el guardameta Jorge Campos a principios de los años 90, ya que era un personaje que estaba de moda. Volvió a aparecer en el Mundial de Sudáfrica 2010. Es un guardameta porque en el argot de los locutores de radio y de televisión mexicanos, cuando alguien menciona al aire, ya sea intencional o accidentalmente una marca comercial, quienes se dan cuenta suelen gritar "¡Gooooool!" para indicar que la marca en cuestión "les metió un gol" porque fue mencionada sin que tuviera que pagar la cuota por anunciarse. Para demostrar que no estaba enojado, solía decir que no está "rencoroso", como pretexto para darle un beso ya sea a la actriz o conductora que estuviera participando a manera de coqueteo.
- Pepe Roni: Es un chef italiano que siempre prepara algún platillo, pero con objetos en vez de ingredientes y haciendo juegos de palabras. Es característico gritar “¡Liíiiisto!”, cuando una receta está lista para “comer”. Volvió a aparecer en el Mundial de Sudáfrica 2010. Su nombre es una parodia mal escrita del ingrediente pepperoni.
- Bob Atroz: El pintor famoso de Aparece en Bob Ross el arte
- Rigoberto Peláez: Aparece en los noticieros. Es un personaje que está basado en el reportero español Alberto Peláez, quien fue un colaborador destacado en el ya extinto sistema de noticias ECO, propiedad de Televisa.
- El Contador: Es un señor que se la pasa contando cuántas veces una persona dice la misma palabra.
- Prudencio Ola Veraz
- CTVS el Infomercial de programa pagado de la televisión
- Cuentos Al Derecho Y Al Derbez: Es una sección en la que aparecían imitaciones distinto cuento como Panucho y la Cenossienta (Pinocho y La Cenicienta).
- El Microondas del Tiempo: En una noche mientras Eugenio intenta preparar su pizza favorita en el horno de microondas, este causa un corto circuito y le hace vagar por el tiempo por algunos cuantos minutos.

### Deportivos
Estuvo presente cuando fue el mundial de fútbol en Estados Unidos 1994 y se retransmitió lo mejor en Derbez en Cuando.

### Elenco
- Eugenio Derbez
- Nora del Águila
- Thelma Dorantes
- Héctor Ortega
- Ricardo Silva
- Lizette Zapata
- Radamés de Jesús
- Gus Rodríguez
- Juan Carlos Barreto
- Silvia Derbez
- Marisol Santacruz
- Miguel Galván
- Silvia Navarro
- Vicky Palacios
- Francisco Colmenero
- Gustavo Aguilar "El Manotas"

### Invitados
- Alfredo Adame
- Ninel Conde
- Mary Paz Banquells
- Eduardo Santamarina
- Patricia Navidad
- Amairani
- Tatiana
- Kate del Castillo
- Carlos Bonavides
- Diego Schoening
- Laura Flores
- Lola Merino
- Ana María Polo
- Gaby Ruffo
- Ricky Martin
- Mago Frank
- Raúl Aldana
- Enrique Bermúdez de la Serna
- Flavio Peniche
- Zamorita
- Roberto Ballesteros
- Alfonso Morales
- Enrique Rocha
- Victoria Ruffo

## Premios TVyNovelas
| Año  | Categoría                 | Trabajo                 | Resultado |
| ---- | ------------------------- | ----------------------- | --------- |
| 1996 | Mejor Actor de Comedia    | Eugenio Derbez          | Ganador   |
| 1995 | Mejor Actor de Comedia    | Eugenio Derbez          | Ganador   |
| 1994 | Mejor Actor de Comedia    | Eugenio Derbez          | Ganador   |
| 1994 | Mejor Programa de Comedia | MaPat López de Zatarain | Ganadora  |